# Elrom
Elrom Airways – prywatne, nieistniejące izraelskie linie lotnicze (kod linii IATA: OO). Oferowały usługi przewozowe na trasie pomiędzy portami lotniczymi Sede Dow w Tel Awiwie a En Jahaw przy moszawie En Jahaw na pustyni Negew. Linie przestały funkcjonować w 2008 roku.

## Porty docelowe
- Izrael
  - En Jahaw (port lotniczy En Jahaw)
  - Tel Awiw (port lotniczy Sede Dow) – baza

## Skład floty
Elrom Airways posiadały: